# Júpiter (álbum)
Júpiter é o terceiro álbum de estúdio do cantor e compositor brasileiro Silva. Foi lançado em 20 de novembro de 2015 pelas gravadoras SLAP e Polysom exclusivamente no Spotify. O primeiro single do álbum foi "Eu Sempre Quis", anunciado na madrugada do dia 6 de novembro de 2015, resultado de uma contagem regressiva surpresa que Silva colocou em seu site oficial.

## Antecedentes
No início de 2015, o cantor ainda estava trabalhando na turnê de seu segundo álbum Vista Pro Mar. Em meio de sua agenda corrida, o cantor reservou um tempo para ir até Luanda, em Angola para gravar o último trabalho de divulgação do álbum, o videoclipe de "Volta" que contou com direção de William Sossai e Ângelo Silva. Em 08 de junho de 2015, o cantor divulga de surpresa o single promocional "Noite" com a ilustre participação de Lulu Santos e do músico Don L. Em agosto de 2015 a plataforma de Streaming Rdio disponibilizou um EP exclusivo com cinco canções ao vivo da apresentação de Silva no Texas, em setembro do mesmo ano a gravadora SLAP lançou no iTunes outro EP intitulado "Vista Pro Mar - Ao Vivo", neste continha 7 canções ao vivo da apresentação do cantor no Circo Voador, no Rio de Janeiro, ambos os EPs foram disponibilizados apenas em formato digital.

## Lançamento e divulgação
No dia 03 de novembro de 2015, o cantor lançou no ar em seu site uma contagem regressiva de término ás 00h do dia 06 de novembro de 2015, ao final da contagem foi liberado o vídeo da canção "Eu Sempre Quis", e logo em seguida o cantor confirmou em seu Instagram que a canção era o seu primeiro single oficial de divulgação de seu futuro álbum Júpiter, que estreou dia 20 de novembro de 2015 exclusivamente no Spotify. A pré-venda da versão física do álbum começou no dia 13 de novembro de 2015 na loja oficial do cantor, os discos comprados na pré-venda virão autografados exclusivamente pelo cantor aos primeiros fãs, antes de ser distribuído para as lojas de todo o país no dia 22 de novembro de 2015. O álbum será lançado em CD e Vinil, a informação foi confirmada pelo próprio Silva em seu Instagram ao um fã que o perguntou se sairia em tal formato.
No dia 19 de novembro de 2015, um dia antes do lançamento digital, o cantor postou uma foto com diversos discos de Júpiter com um texto resumido de como tudo começou até chegar ao álbum Júpiter.

## Recepção

### Crítica
| Críticas profissionais | Críticas profissionais |
| Avaliações da crítica  | Avaliações da crítica  |
| Fonte                  | Avaliação              |
| ---------------------- | ---------------------- |
| Folha de S.Paulo       | [ 6 ]                  |
| Notas Musicais         | [ 7 ]                  |
| Rolling Stone Brasil   | [ 8 ]                  |
| Miojo Indie            | 6/10                   |

Segundo Giuliana de Toledo do jornal Folha de S.Paulo, Silva está muito mais solto no terceiro álbum, abordando clima romântico e sexual, que não eram citados nos dois primeiros álbuns. Giuliana deu ao álbum 3 estrelas, e disse que Júpiter é um álbum de letras ultrarromânticas, e possui uma sonoridade que busca o sossego: música eletrônica com batidas dosadas de R&B, gênero que não dominava os discos anteriores.
Mauro Ferreiro do blog Notas Musicais cotou o álbum em 2 estrelas, segundo ele neste disco Silva deixa de seguir o universo pop explorado nos dois primeiros álbuns, e entra no universo da canção popular romântica, utilizando um repertório com letras mais simples. Segundo Mauro Júpiter é mais fraco do que os outros dois primeiros álbuns de Silva, e mostra que ele quer povoar o planeta pop romântico habitado por seu colega de selo, Tiago Iorc.
Mariana Tramontina que escreve para Rolling Stone Brasil, citou que em Júpiter Silva soa mais econômico em relação aos dois álbuns anteriores. Diferentemente de seus lançamentos anteriores, Claridão (2012) e Vista pro Mar (2014), Silva desta vez enxuga aqueles sintetizadores tão característicos para evidenciar sua voz serena e letras de versos espertos e acessíveis. Júpiter é uma outra faceta, na qual o músico experimenta cantar de cara limpa e expor o que há de mais sentimental em suas composições.
Cleber Facchi do Miojo Indie cita que Júpiter soa mais econômico e tímido do que os dois discos anteriores de Silva, diz que o trabalho falta novidade. Facchi cita que são as três últimas faixas que salva o disco "Marina", "Deixa Eu Te Falar" e "Notícias" canções que resgatam a mesma base melódica aplicada em Claridão e Vista Pro Mar.

## Lista de faixas
| N.º | Título              | Compositor(es)          | Duração |  |
| 1.  | "Júpiter"           | Lúcio Silva Lucas Souza | 3:01    |  |
| 2.  | "Sufoco"            | Silva Souza             | 3:33    |  |
| 3.  | "Eu Sempre Quis"    | Silva Souza             | 3:31    |  |
| 4.  | "Feliz e Ponto"     | Silva Souza             | 2:36    |  |
| 5.  | "Io" (instrumental) | Silva                   | 0:59    |  |
| 6.  | "Sou Desse Jeito"   | Silva Souza             | 3:53    |  |
| 7.  | "Nas Horas"         | Silva Souza             | 3:54    |  |
| 8.  | "Se Ela Volta"      | Silva Souza             | 3:37    |  |
| 9.  | "Marina"            | Dorival Caymmi          | 2:59    |  |
| 10. | "Deixa Eu Te Falar" | Silva Souza             | 3:56    |  |
| 11. | "Notícias"          | Silva Souza             | 4:11    |  |

## Turnê
| Data                    | Cidade              | País   | Local                                  |  |
| ----------------------- | ------------------- | ------ | -------------------------------------- |  |
| América do Sul          |                     |        |                                        |  |
| 21 de janeiro de 2016   | Vitória             | Brasil | Theatro Carlos Gomes                   |  |
| 22 de janeiro de 2016   | Vitória             | Brasil | Theatro Carlos Gomes                   |  |
| 30 de janeiro de 2016   | São Paulo           | Brasil | Sesc Consolação                        |  |
| 31 de janeiro de 2016   | São Paulo           | Brasil | Sesc Consolação                        |  |
| 20 de fevereiro de 2016 | São Paulo           | Brasil | Auditório Ibirapuera                   |  |
| 21 de fevereiro de 2016 | São Paulo           | Brasil | Auditório Ibirapuera                   |  |
| 18 de março de 2016     | Belo Horizonte      | Brasil | A Autêntica                            |  |
| 3 de maio de 2016       | Rio de Janeiro      | Brasil | Teatro SESI Centro                     |  |
| 4 de maio de 2016       | Rio de Janeiro      | Brasil | Teatro SESI Centro                     |  |
| 6 de maio de 2016       | Rio de Janeiro      | Brasil | Teatro SESI Jacarepaguá                |  |
| 7 de maio de 2016       | Duque de Caxias     | Brasil | Teatro SESI Caxias                     |  |
| 13 de maio de 2016      | Uberlândia          | Brasil | Groove Pub                             |  |
| 14 de maio de 2016      | Goiânia             | Brasil | Centro Cultural Oscar Niemeyer         |  |
| 15 de maio de 2016      | Brasília            | Brasil | Teatro Brasília                        |  |
| 21 de maio de 2016      | Marília             | Brasil | Palco Externo Marília                  |  |
| 22 de maio de 2016      | Piracicaba          | Brasil | Palco Externo Piracicaba               |  |
| 15 de julho de 2016     | Rio de Janeiro      | Brasil | SESC Barra Mansa                       |  |
| 5 de agosto de 2016     | São Paulo           | Brasil | Sesc Vila Mariana                      |  |
| 6 de agosto de 2016     | São Paulo           | Brasil | Sesc Vila Mariana                      |  |
| 7 de agosto de 2016     | São Paulo           | Brasil | Sesc Vila Mariana                      |  |
| 13 de agosto de 2016    | Rio de Janeiro      | Brasil | Praça Mauá                             |  |
| 3 de setembro de 2016   | São Paulo           | Brasil | Memorial da América Latina             |  |
| 10 de setembro de 2016  | São José dos Campos | Brasil | Sesc São José dos Campos               |  |
| 16 de setembro de 2016  | Londrina            | Brasil | Festival Ahead                         |  |
| 23 de setembro de 2016  | Porto Alegre        | Brasil | Bar Opinião                            |  |
| 18 de outubro de 2016   | São Paulo           | Brasil | Teatro Porto Seguro                    |  |
| 28 de outubro de 2016   | Vila Velha          | Brasil | Shopping Vila Velha                    |  |
| 12 de novembro de 2016  | Fortaleza           | Brasil | Centro Dragão do Mar de Arte e Cultura |  |
|                         |                     |        |                                        |  |

 Agenda disponível no site Silva.

## Histórico de lançamento
| País           | Data                   | Gravadora           | Formato              |
| -------------- | ---------------------- | ------------------- | -------------------- |
| Brasil         | 20 de novembro de 2015 | SLAP                | Streaming            |
| Brasil         | 27 de novembro de 2015 | SLAP                | CD, Download digital |
| Brasil         | 01 de julho de 2016    | Polysom             | LP                   |
| Estados Unidos | 11 de março de 2016    | Six Degrees Records | CD, Download digital |
| Canadá         | 11 de março de 2016    | Six Degrees Records | CD, Download digital |